# اتصال لاسلكي

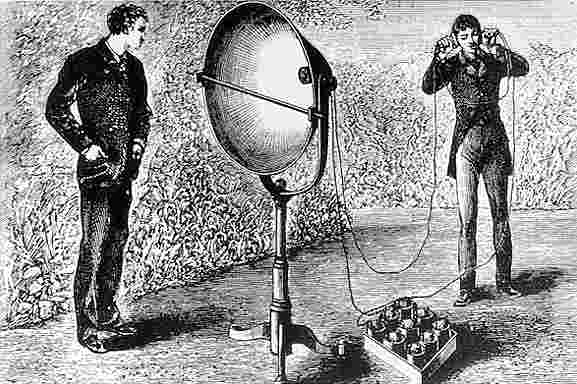

الاتصال اللاسلكي (بالإنجليزية: Wireless Communication)‏ هو طريقة لنقل البيانات أو الطاقة بين نقطتين أو أكثر غير متصلتين بناقل كهربائي. إنّ الفكرة من الاتصالات اللاسلكية هي الاستغناء عن الأسلاك وتوفير خدمات الاتصالات المختلفة للمستخدمين في كل مكان: في المنزل, في السيارة, في الطائرة, في الباخرة, في المؤسسات, في الجامعات … الخ. ومن جهة أخرى, توفير الخدمات والميزات نفسها التي توفرها الاتصالات السلكية. فعلى سبيل المثال, استُخدِمت شبكات الكمبيوتر السلكية Wired Computer Networks مثل LANs و MANs و WANs ثم جاءت الشبكات اللاسلكية WLANs التي تعرف تجارياً بـ واي فايWiFi ثم جاءت وايماكس. في حين أن واي-فاي تغطي مساحات صغيرة يمكن استخدامها في المنزل, في المكاتب, في الجامعات, في المطاعم, في الفنادق بما يعرف بمناطق Hotspots التي يمكنك الاتصال لاسلكياً بحواسيب مختلفة أو الاتصال لاسلكياً بشبكة الإنترنت في حال تواجدت في تلك المناطق. أما شبكات WiMax فهي تقوم على نفس الفكرة, ولكن بتغطية مساحات جغرافية أكبر بكثير من تلك التي تغطيها شبكات WiFi, (على مستوى المدن). بالطبع, معدل نقل البيانات Data Rate في الشبكات اللاسلكية, أقل منه في الشبكات السلكية, وتعاني كذلك من مشكلات مثل الأمن والحماية, ومشكلات تداخل الموجات Interference.
من ناحية أخرى يمكن تصنيف الاتصالات اللاسلكية إلى اتصالات لاسلكية موجهة واتصالات لاسلكية غير موجهة.
1- الاتصالات اللا سلكية الموجهة تستخدم هوائيات موجهة وكمثال بسيط عليها شبكة الهاتف المحمول، ولاستخدام هذه الهوائيات فوائد كثيرة منها:
- تسهم في خفض نسبة التشويش والتداخل بين الترددات حيث يوجد توجيه محدد للإشارة
- يؤدي ذلك لإمكانية استخدام الترددات عدة مرات في أماكن مختلفة مع الحفاظ على عدم التداخل
- يسهم التوجيه في خفض طاقة الإرسال لأن الهدف محدد وليس عشوائي بالتالي يُوَفَّر في استهلاك الطاقة
- خصوصية كبيرة
- قلة التشويش في القناة نفسها.

2- الاتصالات اللاسلكية غير الموجهة كمثال واضح عليها البث الإذاعي والبث التلفزيوني حيث يتواجد برج واحد مركزي بالمدينة ويبث الإشارة في كافة الجهات وباستطاعة عالية من أجل التغطية الشاملة للمدينة.

## بعض الأجهزة الممكن استخدامها للاتصالات اللاسلكية
أجهزة الحاسب المحمول ,الهاتف المحمول ,أجهزة PDA